# ويليام بلير (لاعب كرة قدم)
ويليام بلير (بالإنجليزية: William Blair)‏ هو مدرب كرة قدم ولاعب كرة قدم بريطاني (وحمل سابقاً جنسية المملكة المتحدة لبريطانيا العظمى وأيرلندا) في مركز نصف الجناح، ولد في 11 مارس 1872. لعب مع نادي لانارك الثالث.

## وصلات خارجية
- ويليام بلير على موقع الاتحاد الإسكتلندي (الإنجليزية)
- ويليام بلير على موقع قاعدة بيانات كرة القدم.إي يو (الإنجليزية)